# دار عسيل (الحد)

تعديل مصدري - تعديل

دار عسيل هي إحدى قرى عزلة الحد بمديرية الحد التابعة لمحافظة لحج، بلغ تعداد سكانها 268 نسمة حسب تعداد اليمن لعام 2004.